# Rudolf Underka
Rudolf Kazimierz Underka de Tirion (ur. 13 marca 1887 we Lwowie, zm. 9 sierpnia 1969 w Birmingham) – pułkownik artylerii Wojska Polskiego II Rzeczypospolitej i Polskich Sił Zbrojnych, w 1966 roku mianowany przez Prezydenta RP na Uchodźstwie honorowym generałem brygady.

## Życiorys
Był oficerem artylerii armii austriackiej. Od lipca 1919 do października 1920 r. dowodził 214 pułkiem artylerii polowej (późniejszym 23 pułkiem artylerii lekkiej w stopniu pułkownika artylerii ze starszeństwem z dniem 1 czerwca 1919 r. Od października 1920 r. do 1922 r. pełnił funkcje dowódcy artylerii dywizyjnej 23 Dywizji Piechoty oraz szef artylerii Dowództwa Okręgu Korpusu Nr VII w Poznaniu. W latach 1922–1925 ponownie był dowódcą 23 pułku artylerii lekkiej. Następnie do 1927 r. zajmował stanowisko zastępcy szefa artylerii Dowództwa Okręgu Korpusu Nr II w Lublinie. W latach 1927–1929 był szefem sztabu 1 Okręgowego Szefostwa Artylerii w Warszawie. Od 1929 r. do sierpnia 1933 r. dowodził 11 Grupą Artylerii złożonej z dziesięciu samodzielnych dywizjonów artylerii przeciwlotniczej. Z dniem 1 sierpnia 1933 r. przeszedł w stan spoczynku. W latach 1935–1939 pełnił obowiązki oficera łącznikowego Dowództwa Okręgu Korpusu Nr I przy Komisariacie Rządu na miasto stołeczne Warszawę. Od kwietnia do 4 września 1939 r. był komendantem obrony przeciwlotniczej Warszawy, zaś od 4 do 18 września 1939 r. - zastępcą dowódcy Obrony Przeciwlotniczej Kraju. Po kampanii wrześniowej udało mu się przedostać przez Rumunię do Francji. Od grudnia 1939 r. do czerwca 1940 r. był komendantem Ośrodka Wyszkolenia Oficerów w Bressuire. Po ewakuacji do Wielkiej Brytanii do czerwca 1942 r. kierował Biurem Wojskowym w Edynburgu. Następnie został przeniesiony w stan nieczynny i do rezerwy personalnej Naczelnego Wodza. 11 listopada 1966 r. prezydent RP na uchodźstwie August Zaleski nadał mu tytuł honorowego generała brygady.
Po II wojnie światowej mieszkał w Birmingham. Tam zmarł i został pochowany na cmentarzu katolickim Oscott College w tym mieście.

## Ordery i odznaczenia
- Krzyż Srebrny Orderu Wojskowego Virtuti Militari
- Krzyż Oficerski Orderu Odrodzenia Polski
- Krzyż Walecznych
- Złoty Krzyż Zasługi (2 sierpnia 1928)[2]
- Medal 10 Rocznicy Wojny Niepodległościowej (Łotwa)[3]